# 이시카와 후사시게
이시카와 후사시게(일본어: 石川総茂, 1671년 ~ 1733년 10월 23일)는 이세 간베번 제3대 번주, 히타치 시모다테 번 초대 번주이다. 이세 가메야마 번 지번 이시카와 분가(伊勢亀山藩石川家支藩) 제3대 당주.
간베 번 선대 번주 이시카와 후사요시의 장남으로 태어났다.
| 전임 이시카와 후사요시 | 제3대 간베번 번주 (이시카와가) 1685년 ~ 1732년 | 후임 혼다 다다무네 |

| 전임 구로다 나오쿠니 | 제1대 시모다테 번 번주 (이시카와가) 1732년 ~ 1733년 | 후임 이시카와 후사하루 |

| 전임 공석(마쓰다이라 데루사다)(재임명) | 에도 막부 소바요닌 1725년 ~ 1733년 | 후임 공석(오오카 다다미쓰) |